# برگو
برگو، روستایی است از توابع بخش روداب و در شهرستان سبزوار استان خراسان رضوی ایران.

## جمعیت
این روستا در دهستان خواشد قرار داشته و بر اساس سرشماری سال ۱۳۸۹ جمعیت آن ۳۰۰ نفر (۸۰ خانوار)
بوده‌است.